# Thomas Wemyss Reid
Pour les articles homonymes, voir Reid.
Thomas Wemyss Reid, plus souvent appelé Wemyss Reid (né à Newcastle upon Tyne le 29 mars 1842 et mort à Londres le 26 février 1905) était un journaliste et écrivain anglais.
Wemyss Reid fut un des pionniers de la presse régionale britannique (d'abord au Newcastle Journal puis au Leeds Mercury) pour laquelle il obtint une reconnaissance nationale en réussissant à accéder aux galeries réservées à la presse à la Chambre des communes.
Il écrivit des biographies, dont celle de Charlotte Brontë et divers romans.